# Инсуа, Пабло
Па́бло Инсу́а Бла́нко (исп. Pablo Insúa Blanco; 9 сентября 1993, Арсуа, Ла-Корунья) — испанский футболист, защитник испанского клуба «Гранада». Чемпион Европы в возрастной категории до 19 лет.

## Клубная карьера
Пабло — воспитанник команды «Депортиво Ла-Корунья». За «Депортиво B» он дебютировал в сезоне 2010/11, сразу же став основным защитником. В том сезоне «Депортиво Б» вылетел из Сегунды Б в Терсеру. В сезоне 2011/12 Пабло регулярно появлялся в основе и был лидером команды.
В сезоне 2012/13 Инсуа стал привлекаться к матчам первой команды, а 25 ноября 2012 года дебютировал за «Депортиво», выйдя на замену в концовке матча чемпионата Испании против «Атлетика» (1:1). В сезоне 2013/14 Пабло стал основным игроком команды и 25 марта 2014 года продлил контракт с клубом до 2018 года. Он провёл за «Депортиво» 39 матчей в сезоне, забив три мяча, и помог команде вернуться в высший дивизион. В октябре 2014 года Инсуа был признан лучшим защитником прошедшего сезона в Сегунде. В сезоне 2014/15 в Примере Пабло отыграл всего 17 матчей.
15 августа 2015 года Инсуа отправился в аренду на один год в «Леганес». Он сыграл в 35 матчах и помог команде подняться в Примеру. В июле 2016 года «Леганес» продлил аренду игрока ещё на один год.
29 июня 2017 года Инсуа перешёл в немецкий клуб «Шальке 04», подписав контракт на четыре года.

## Карьера в сборной
Пабло — чемпион Европы в возрастной категории до 19 лет в составе сборной Испании (до 19 лет) в 2012 году. На турнире он был запасным защитником и провёл только одну встречу. В 2012 году также дебютировал за молодёжную сборную Испании (до 20 лет), за которую провёл четыре матча. Последний раз Инсуа вызывался в молодёжную сборную в октябре 2013 года.

## Достижения
- Победитель чемпионата Европы (до 19 лет): 2012